# Lista de ministros da Cultura de Portugal

Bandeira de ministro de Portugal.

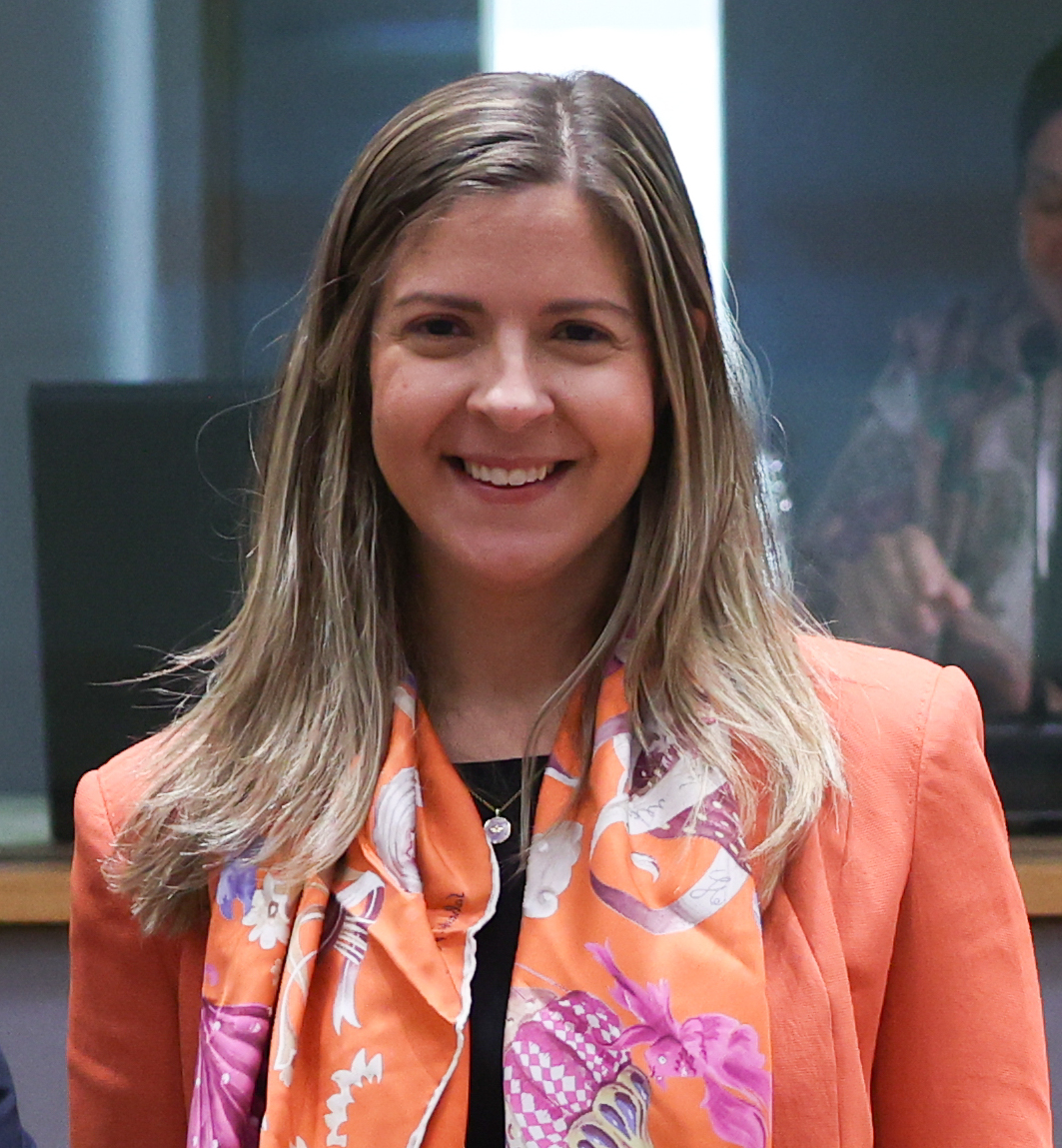
Margarida Balseiro Lopes, atual ministra da Cultura, Juventude e Desporto.

Esta é uma lista de ministros da Cultura em Portugal, entre a criação do Ministério da Educação e Cultura, a 16 de maio de 1976, e a atualidade.
A lista cobre o atual período democrático (1974–atualidade).

## Designação
Entre 1974 e 2011, o cargo de ministro da Cultura teve as seguintes designações:
- Ministro da Educação e Cultura — designação usada entre 16 de maio de 1974 e 19 de setembro de 1975;
- Serviços integrados no Ministério da Comunicação Social — entre 19 de setembro de 1975 e 23 de julho de 1976;
- Serviços integrados na Presidência do Conselho de Ministros sob alçada do ministro sem pasta — entre 23 de julho de 1976 e 30 de janeiro de 1978;
- Ministro da Educação e Cultura — designação usada entre 30 de janeiro de 1978 e 22 de novembro de 1978;
- Serviços integrados na Presidência do Conselho de Ministros sob alçada do ministro adjunto do primeiro-ministro — entre 22 de novembro de 1978 e 1 de agosto de 1979;
- Ministro da Coordenação Cultural, da Cultura e da Ciência — designação usada entre 1 de agosto de 1979 e 3 de janeiro de 1980;
- Serviços integrados na Presidência do Conselho de Ministros sob alçada do primeiro-ministro — entre 3 de janeiro de 1980 e 4 de setembro de 1981;
- Ministro da Cultura e Coordenação Científica — designação usada entre 4 de setembro de 1981 e 9 de junho de 1983;
- Ministro da Cultura — designação usada entre 9 de junho de 1983 e 6 de novembro de 1985;
- Ministro da Educação e Cultura — designação usada entre 6 de novembro de 1985 e 17 de agosto de 1987
- Serviços integrados na Presidência do Conselho de Ministros sob alçada do primeiro-ministro — entre 17 de agosto de 1987 e 28 de outubro de 1995;
- Ministro da Cultura — designação usada entre 28 de outubro de 1995 e 21 de junho de 2011;
- Serviços integrados na Presidência do Conselho de Ministros sob alçada do primeiro-ministro — entre 21 de junho de 2011 e 30 de outubro de 2015;
- Ministro da Cultura, Igualdade e Cidadania — designação usada entre 30 de outubro de 2015 e 26 de novembro de 2015;
- Ministro da Cultura — designação usada entre 26 de novembro de 2015 e 5 de junho de 2025;
- Ministro da Cultura, Juventude e Desporto — designação usada desde 5 de junho de 2025.

## Numeração
Para efeitos de contagem, regra geral, não contam os ministros interinos em substituição de um ministro vivo e em funções. Já nos casos em que o cargo é ocupado interinamente, mas não havendo um ministro efetivamente em funções, o ministro interino conta para a numeração.
São contabilizados os períodos em que o ministro esteve no cargo ininterruptamente, não contando se este serve mais do que um mandato, e não contando ministros provisórios durante os respetivos mandatos. Ministros que sirvam em períodos distintos são, obviamente, distinguidos numericamente.

## Lista
Legenda de cores

(para partidos)
| Terceira República (1974–presente)       | |                     |                        |                        |         |                                                                                   |
| #                                        | Ministro da Educação e Cultura (Nascimento–Morte) | Retrato             | Início do mandato      | Fim do mandato         | Governo | Governo                                                                           |
| Governos Provisórios (1974–1976)         | |                     |                        |                        |         |                                                                                   |
| 1                                        | Eduardo Henriques da Silva Correia (1915–1991) |                     | 16 de maio de 1974     | 17 de julho de 1974    |         | I Prov. Palma Carlos                                                              |
| 2                                        | Vitorino Barbosa de Magalhães Godinho (1918–2011) |                     | 17 de julho de 1974    | 29 de novembro de 1974 |         | II Prov. Gonçalves                                                                |
| 2                                        | Vitorino Barbosa de Magalhães Godinho (1918–2011) | III Prov. Gonçalves | 17 de julho de 1974    | 29 de novembro de 1974 |         |                                                                                   |
| 3                                        | Vasco dos Santos Gonçalves (interino) (1921–2005) |                     | 29 de novembro de 1974 | 4 de dezembro de 1974  |         |                                                                                   |
| –                                        | Rui dos Santos Grácio (por delegação de funções) (1921–1991) |                     | 29 de novembro de 1974 | 4 de dezembro de 1974  |         |                                                                                   |
| 4                                        | Manuel Rodrigues de Carvalho (1929–1999) |                     | 4 de dezembro de 1974  | 26 de março de 1975    |         |                                                                                   |
| 5                                        | José Emílio da Silva (1940–2024) |                     | 26 de março de 1975    | 19 de setembro de 1975 |         | IV Prov. Gonçalves                                                                |
| 5                                        | José Emílio da Silva (1940–2024) | V Prov. Gonçalves   | 26 de março de 1975    | 19 de setembro de 1975 |         |                                                                                   |
| #                                        | Pasta da Cultura (Nascimento–Morte) | Retrato             | Início do mandato      | Fim do mandato         | Governo | Governo                                                                           |
| –                                        | Serviços integrados no Ministério da Comunicação Social (ver: Anexo:Lista de ministros da Comunicação Social de Portugal) Secretário de Estado da Cultura: David Mourão-Ferreira (1975–1976) |                     | 19 de setembro de 1975 | 23 de julho de 1976    |         | VI Prov. Pinheiro de Azevedo                                                      |
| Governos Constitucionais (1976-Presente) | |                     |                        |                        |         |                                                                                   |
| –                                        | Serviços integrados na Presidência do Conselho de Ministros sob alçada do ministro sem pasta (ver: Anexo:Lista de ministros sem pasta de Portugal) Secretário de Estado da Cultura: David Mourão-Ferreira (1976–1978) |                     | 23 de julho de 1976    | 30 de janeiro de 1978  |         | I Soares                                                                          |
| #                                        | Ministro da Educação e Cultura (Nascimento–Morte) | Retrato             | Início do mandato      | Fim do mandato         | Governo | Governo                                                                           |
| 6                                        | Mário Augusto Sottomayor Leal Cardia (continuação) (1941–2006) |                     | 30 de janeiro de 1978  | 29 de agosto de 1978   |         | II Soares                                                                         |
| 7                                        | Carlos Alberto Lloyd Braga (1928–1997) |                     | 29 de agosto de 1978   | 22 de novembro de 1978 |         | III Nobre da Costa                                                                |
| #                                        | Pasta da Cultura (Nascimento–Morte) | Retrato             | Início do mandato      | Fim do mandato         | Governo | Governo                                                                           |
| –                                        | Serviços integrados na Presidência do Conselho de Ministros sob alçada do ministro adjunto do primeiro-ministro (ver: Anexo:Lista de ministros adjuntos de Portugal) Secretário de Estado da Cultura: David Mourão-Ferreira (1978–1979) |                     | 22 de novembro de 1978 | 1 de agosto de 1979    |         | IV Mota Pinto                                                                     |
| #                                        | Ministro da Coordenação Cultural, da Cultura e da Ciência (Nascimento–Morte) | Retrato             | Início do mandato      | Fim do mandato         | Governo | Governo                                                                           |
| 8                                        | Adérito de Oliveira Sedas Nunes (1928–1991) |                     | 1 de agosto de 1979    | 3 de janeiro de 1980   |         | V Pintasilgo                                                                      |
| #                                        | Pasta da Cultura (Nascimento–Morte) | Retrato             | Início do mandato      | Fim do mandato         | Governo | Governo                                                                           |
| –                                        | Serviços integrados na Presidência do Conselho de Ministros sob alçada do primeiro-ministro (ver: Anexo:Lista de chefes de governo de Portugal) Secretários de Estado da Cultura: Vasco Pulido Valente (1980–1981) e António Braz Teixeira (1981) |                     | 3 de janeiro de 1980   | 4 de setembro de 1981  |         | VI Sá Carneiro (até 4 dez. 1980) Freitas do Amaral (desde 4 dez. 1980) (interino) |
| –                                        | Serviços integrados na Presidência do Conselho de Ministros sob alçada do primeiro-ministro (ver: Anexo:Lista de chefes de governo de Portugal) Secretários de Estado da Cultura: Vasco Pulido Valente (1980–1981) e António Braz Teixeira (1981) | VII Pinto Balsemão  | 3 de janeiro de 1980   | 4 de setembro de 1981  |         |                                                                                   |
| #                                        | Ministro da Cultura e Coordenação Científica (Nascimento–Morte) | Retrato             | Início do mandato      | Fim do mandato         | Governo | Governo                                                                           |
| 9                                        | Francisco António Lucas Pires (1944–1998) |                     | 4 de setembro de 1981  | 9 de junho de 1983     |         | VIII Pinto Balsemão                                                               |
| #                                        | Ministro da Cultura (Nascimento–Morte) | Retrato             | Início do mandato      | Fim do mandato         | Governo | Governo                                                                           |
| 10                                       | António Antero Coimbra Martins (1927–2021) |                     | 9 de junho de 1983     | 6 de novembro de 1985  |         | IX Soares                                                                         |
| #                                        | Ministro da Educação e Cultura (Nascimento–Morte) | Retrato             | Início do mandato      | Fim do mandato         | Governo | Governo                                                                           |
| 11                                       | João de Deus Rogado Salvador Pinheiro (1945–) |                     | 6 de novembro de 1985  | 17 de agosto de 1987   |         | X Cavaco Silva                                                                    |
| #                                        | Pasta da Cultura (Nascimento–Morte) | Retrato             | Início do mandato      | Fim do mandato         | Governo | Governo                                                                           |
| –                                        | Serviços integrados na Presidência do Conselho de Ministros sob alçada do primeiro-ministro (ver: Anexo:Lista de chefes de governo de Portugal) Secretários de Estado da Cultura: Maria Teresa Pinto Basto Patrício Gouveia (1987–1990) e Pedro Miguel de Santana Lopes (1990–1991); Subsecretário de Estado da Cultura: António da Costa de Albuquerque de Sousa Lara (1991–1992) e Manuel Joaquim Barata Frexes (1992–1995) |                     | 17 de agosto de 1987   | 28 de outubro de 1995  |         | XI Cavaco Silva                                                                   |
| –                                        | Serviços integrados na Presidência do Conselho de Ministros sob alçada do primeiro-ministro (ver: Anexo:Lista de chefes de governo de Portugal) Secretários de Estado da Cultura: Maria Teresa Pinto Basto Patrício Gouveia (1987–1990) e Pedro Miguel de Santana Lopes (1990–1991); Subsecretário de Estado da Cultura: António da Costa de Albuquerque de Sousa Lara (1991–1992) e Manuel Joaquim Barata Frexes (1992–1995) | XII Cavaco Silva    | 17 de agosto de 1987   | 28 de outubro de 1995  |         |                                                                                   |
| #                                        | Ministro da Cultura (Nascimento–Morte) | Retrato             | Início do mandato      | Fim do mandato         | Governo | Governo                                                                           |
| 12                                       | Manuel Maria Ferreira Carrilho (1951–) |                     | 28 de outubro de 1995  | 12 de julho de 2000    |         | XIII Guterres                                                                     |
| 12                                       | Manuel Maria Ferreira Carrilho (1951–) | XIV Guterres        | 28 de outubro de 1995  | 12 de julho de 2000    |         |                                                                                   |
| 13                                       | José Estêvão Cangarato Sasportes (1937–) |                     | 12 de julho de 2000    | 3 de julho de 2001     |         |                                                                                   |
| 14                                       | Augusto Ernesto Santos Silva (1956–) |                     | 3 de julho de 2001     | 6 de abril de 2002     |         |                                                                                   |
| 15                                       | Pedro Manuel da Cruz Roseta (1943–) |                     | 6 de abril de 2002     | 17 de julho de 2004    |         | XV Durão Barroso                                                                  |
| 16                                       | Maria João Espírito Santo Bustorff Silva (1950–) |                     | 17 de julho de 2004    | 12 de março de 2005    |         | XVI Santana Lopes                                                                 |
| 17                                       | Maria Isabel da Silva Pires de Lima (1952–) |                     | 12 de março de 2005    | 30 de janeiro de 2008  |         | XVII Sócrates                                                                     |
| 18                                       | José António de Melo Pinto Ribeiro (1946–) |                     | 30 de janeiro de 2008  | 26 de outubro de 2009  |         | XVII Sócrates                                                                     |
| 19                                       | Maria Gabriela da Silveira Ferreira Canavilhas (1961–) |                     | 26 de outubro de 2009  | 21 de junho de 2011    |         | XVIII Sócrates                                                                    |
| #                                        | Pasta da Cultura (Nascimento–Morte) | Retrato             | Início do mandato      | Fim do mandato         | Governo | Governo                                                                           |
| –                                        | Serviços integrados na Presidência do Conselho de Ministros sob alçada do primeiro-ministro (ver: Anexo:Lista de chefes de governo de Portugal) Secretários de Estado da Cultura: Francisco José Pereira de Almeida Viegas (2011–2012) e Jorge Manuel Barreto Xavier (2012–2015) |                     | 21 de junho de 2011    | 30 de outubro de 2015  |         | XIX Passos Coelho                                                                 |
| #                                        | Ministro da Cultura, Igualdade e Cidadania (Nascimento–Morte) | Retrato             | Início do mandato      | Fim do mandato         | Governo | Governo                                                                           |
| 20                                       | Maria Teresa da Silva Morais (1959–) |                     | 30 de outubro de 2015  | 26 de novembro de 2015 |         | XX Passos Coelho                                                                  |
| #                                        | Ministro da Cultura (Nascimento–Morte) | Retrato             | Início do mandato      | Fim do mandato         | Governo | Governo                                                                           |
| 21                                       | João Barroso Soares (1949–) |                     | 26 de novembro de 2015 | 8 de abril de 2016     |         | XXI Costa                                                                         |
| 22                                       | Luís Filipe Carrilho de Castro Mendes (1950–) |                     | 14 de abril de 2016    | 15 de outubro de 2018  |         | XXI Costa                                                                         |
| 23                                       | Graça Maria Fonseca Caetano Gonçalves (1971–) |                     | 15 de outubro de 2018  | 30 de março de 2022    |         | XXI Costa                                                                         |
| 23                                       | Graça Maria Fonseca Caetano Gonçalves (1971–) | XXII Costa          | 15 de outubro de 2018  | 30 de março de 2022    |         |                                                                                   |
| 24                                       | Pedro Adão e Silva Cardoso Pereira (1974–) |                     | 30 de março de 2022    | 2 de abril de 2024     |         | XXIII Costa                                                                       |
| 25                                       | Maria Dalila Aguiar Rodrigues (1961–) |                     | 2 de abril de 2024     | 5 de junho de 2025     |         | XXIV Montenegro                                                                   |
| #                                        | Ministro da Cultura, Juventude e Desporto (Nascimento–Morte) | Retrato             | Início do mandato      | Fim do mandato         | Governo | Governo                                                                           |
| 26                                       | Ana Margarida Balseiro de Sousa Lopes (1989–) |                     | 5 de junho de 2025     | presente               |         | XXV Montenegro                                                                    |

### Lista de ministros da Cultura vivos
| Nome                      | Mandato(s) | Idade              |
| ------------------------- | ---------- | ------------------ |
| João de Deus Pinheiro     | 1985–1987  | 80 anos e 32 dias  |
| Manuel Maria Carrilho     | 1995–2000  | 74 anos e 34 dias  |
| José Sasportes            | 2000–2001  | 87 anos e 251 dias |
| Augusto Santos Silva      | 2001–2002  | 68 anos e 357 dias |
| Pedro Roseta              | 2002–2004  | 82 anos e 44 dias  |
| Maria João Bustorff       | 2004–2005  | 74 anos e 364 dias |
| Isabel Pires de Lima      | 2005–2008  | 73 anos e 33 dias  |
| José Pinto Ribeiro        | 2008–2009  | 78 anos e 337 dias |
| Gabriela Canavilhas       | 2009–2011  | 64 anos e 136 dias |
| Teresa Morais             | 2015       | 66 anos e 22 dias  |
| João Soares               | 2015–2016  | 75 anos e 348 dias |
| Luís Filipe Castro Mendes | 2016–2018  | 74 anos e 264 dias |
| Graça Fonseca             | 2018–2022  | 53 anos e 364 dias |
| Pedro Adão e Silva        | 2022–2024  | 51 anos e 92 dias  |
| Dalila Rodrigues          | 2024–2025  | 63 anos e 362 dias |
| Margarida Balseiro Lopes  | 2025–      | 35 anos e 322 dias |